# Raymond Polin
Pour l’article homonyme, voir Polin.
Raymond Polin, né le 7 juillet 1910 à Briançon et mort le 8 février 2001, est un philosophe français.

## Biographie

### Jeunesse et études
Raymond Polin suit ses études secondaires au lycée d'Évreux. Il effectue sa khâgne au lycée Louis-le-Grand. Il entre à l'École normale supérieure en 1931 et est reçu à l'agrégation de philosophie en 1934.  Il choisit alors Maurice Halbwachs comme directeur pour ses deux thèses, qui portent sur l'axiologie et seront publiées en 1944 et 1945.

### Parcours professionnel
Il oriente alors ses recherches vers les sciences sociales, en devenant assistant durant trois ans, de 1935 à 1938, de Célestin Bouglé au « Centre de documentation sociale » de l’École normale supérieure. Il fréquente conjointement les membres du Collège de sociologie de Georges Bataille et compte parmi les auditeurs du séminaire d’Alexandre Kojève sur la Phénoménologie de l'Esprit de Hegel.
Après avoir été nommé professeur à la Faculté des lettres de Lille en 1945, il est élu seize ans plus tard à la chaire de philosophie politique de la Sorbonne, dont il devient président en 1976. Il est élu membre de l'Académie des sciences morales et politiques en 1981 et préside de 1980 à 2001 la Fondation Thiers.
Il est visiting professor à l'université Harvard et à l'université Columbia. 
En février 1978, il fait partie des membres fondateurs du Comité des intellectuels pour l'Europe des libertés.
Epoux de Marie-Thérèse Blahovec (1907-2011), il est le père du philosophe Claude Polin.

## Philosophie
La philosophie de Raymond Polin est avant tout une réflexion sur la liberté et plus particulièrement, selon les termes de Bertrand Saint-Sernin, sur la « tension entre la liberté – qui est éruptive – et l’ordre – qui est raisonnable » : la liberté est une énergie « sauvage » et créatrice, mais elle entre en tension avec l'environnement politique qui, lui, est ordonné.
Raymond Polin a notamment consacré plusieurs ouvrages à la philosophie de Thomas Hobbes.
Pour R. Polin, les valeurs sont caractérisées par la « transcendance », c’est-à-dire que les « valeurs » ont pour essence de « dépasser » le donné brut de la conscience, faisant dire à Polin que ces « valeurs » n’existent pas, car la valeur est ce que la conscience estime. Cela devient un idéal à réaliser. Ainsi, le propre de la « valeur » n’est donc de n’être jamais un donné mais d’être réinventé à chaque instant, il est selon l’expression hégélienne en perpétuel devenir, c’est cette transcendance consciente en train de se réfléchir et de s’exercer.[non pertinent]

## Ouvrages
- La création des valeurs : recherches sur le fondement de l'objectivité axiologique, coll. « Bibliothèque de philosophie contemporaine », Paris : Presses universitaires de France, 1944 ; deuxième édition, 1952 ; troisième édition, coll. « Problèmes et controverses », Paris : Vrin, 1977.
- La compréhension des valeurs, coll. « Bibliothèque de philosophie contemporaine », Paris : Presses universitaires de France, 1945.
- Du laid, du mal, du faux, coll. « Bibliothèque de philosophie contemporaine », Paris : Presses universitaires de France, 1948.
- Politique et philosophie chez Thomas Hobbes, coll. « Bibliothèque de philosophie contemporaine », Paris : Presses universitaires de France, 1952 ; réédition augmentée, coll. « Bibliothèque d'histoire de la philosophie », Paris : Vrin, 1977.
- La politique morale de John Locke, coll. « Bibliothèque de philosophie contemporaine », Paris : Presses universitaires de France, 1960.
- Le bonheur considéré comme l'un des beaux arts, coll. « À la pensée », Paris : Presses universitaires de France, 1965.
- John Locke : Lettre sur la tolérance, texte latin et traduction française, à partir de l'édition critique de Raymond Klibansky, coll. « Philosophie et communauté mondiale », Paris : Presses universitaires de France, 1965 ; réédition, coll. « Quadrige », 1995.
- Éthique et politique, Paris : Sirey, 1968.
- L'obligation politique, Paris : Presses universitaires de France, 1971.
- La politique de la solitude : essai sur la philosophie politique de Jean-Jacques Rousseau, Paris : Sirey, 1971.
- La Liberté de notre temps, coll. « Problèmes et controverses », Paris: Vrin, 1977.
- Hobbes, Dieu et les hommes, coll. « Philosophie d'aujourd'hui », Paris : Presses universitaires de France, 1981.
- Le libéralisme : espoir ou péril, avec Claude Polin, La Table ronde, 1984.
- La création des cultures : d'une philosophie de l'histoire à une philosophie des cultures, coll. « Questions », Paris : Presses universitaires de France, 1993.
- La République entre démocratie sociale et démocratie aristocratique, coll. « Questions », Paris : Presses universitaires de France, 1997.
- Plato and Aristotle on constitutionalism : an exposition and reference source, coll. « Avebury series in philosophy », Aldershot : Ashgate, 1998.
- Vérités et liberté : essai sur la liberté d'expression, coll. « Questions », Paris : Presses universitaires de France, 2000.